# ملیسا کیمنتی
ملیسا کیمنتی (انگلیسی: Melissa Chimenti؛ زادهٔ ۱۹۴۸) بازیگر اهل ایتالیا است.
از فیلم‌ها یا برنامه‌های تلویزیونی که وی در آن نقش داشته‌است می‌توان به پاپایا، الهه عشق آدمخواران، رازگشایی‌های یک روان‌پزشک در مورد دنیای انحرافات جنسی و چینو اشاره کرد.